# Alexander Rybak
Alexander Iagoryevich Rybak, mais conhecido como Alexander Rybak (Minsk, 13 de maio de 1986) é um cantor, violinista, compositor, ator, apresentador e anfitrião norueguês de origem bielorrussa.
Tornou-se conhecido um pouco por todo o mundo desde a sua participação no Festival Eurovisão da Canção 2009, com a pontuação recorde de 387 pontos, a maior de toda a história da Eurovisão até à data, com a canção de sua autoria, Fairytale — seria batida pela de Salvador Sobral, em representação de Portugal, em 2017.

## Biografia
Alexander Rybak (biel. Алякса́ндр І́гаравіч Рыба́к, Aliaksándr Íharavitch Rybák) nasceu na Bielorrússia e mudou-se para a Noruega com os seus pais quando tinha quatro anos.
Começou a tocar aos cinco anos de idade, continuando actualmente com o violino, pelo qual optou especializar-se nos seus estudos, e ainda toca um pouco de piano, embora não tenha uma formação tão aprofundada neste instrumento. Seus pais são músicos famosos na Noruega, sendo o seu pai o famoso violinista Igor Alexandrovich Rybak e a sua mãe a famosa pianista Natalia Valentinovna Rybak.
Atualmente, mora em Nesodden, situada nos arredores da cidade capital norueguesa, Oslo.
Alex estudou no Instituto de música Barrat Due, em Oslo, desde os dez anos, mas agora fez uma pausa nos seus estudos, dado o enorme sucesso conseguido após a sua vitória no Festival Eurovisão da Canção de 2009. Antes de ter atingido a fama, Alexander entrou no Concurso "Ídolos" da Noruega, em 2005, conseguindo ir até à semifinal, e em 2006 ganhou a competição de talentos "Kjempesjansen" (A Grande Oportunidade) com a música "Foolin'", de sua autoria. Já colaborou com artistas como Morten Harket e Arve Tellefsen.
Em 2007, participou na versão norueguesa do musical Um Violino no Telhado e foi premiado pelo seu papel com um Hedda Award. Mais recentemente, participou nas gravações do filme Yohan, the Child Wanderer, de Grete Salomonsen, gravado simultaneamente em norueguês e em inglês.

## Festival Eurovisão da Canção

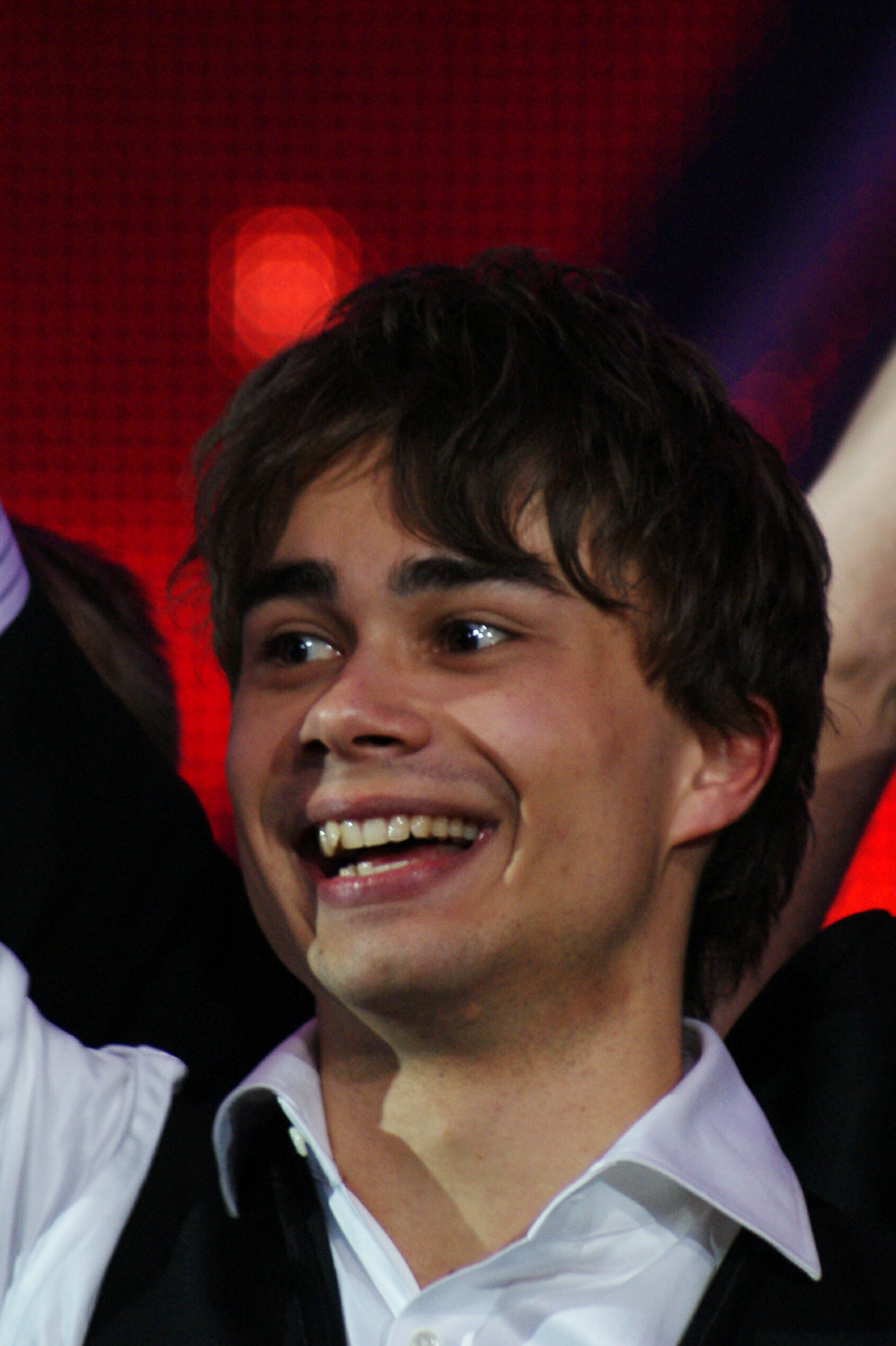
Alexander Rybak, vencedor de Festival Eurovisão da Canção 2009.

Alexander Rybak concorreu ao festival de seleção nacional da música norueguesa para a Eurovisão, da qual saiu vencedor, indo representar a Noruega no Festival Eurovisão da Canção 2009, conseguindo qualificar-se com a estrondosa percentagem de 87% dos votos.
No dia 14 de maio participou na semifinal do Concurso Eurovisão em 2009, tendo sido apurado para a grande Final. Soube-se mais tarde que foi apurado em primeiro lugar.
No dia 16 de maio, em Moscovo, Alexander cantou novamente na final no Festival da Eurovisão a música "Fairytale", composta por si, e com 387 pontos alcançou o primeiro lugar, fazendo com que a Noruega saisse vencedora pela terceira vez e batendo um novo recorde de pontuação mais alta alguma vez conseguida no concurso.
Em 2018, voltou a concorrer ao festival de seleção nacional de música norueguesa, com "That's how you write a song" e vai voltar a representar o país no Festival Eurovisão da Canção, em Lisboa.

## Discografia

### Singles
| Ano  | Single                               |
| ---- | ------------------------------------ |
| 2012 | "Dostala (Достала)"                  |
| 2012 | "I'll show you" (feat. Paula Seling) |
| 2012 | "Strela Amura (Стрела Амура)"        |
| 2012 | "Leave me Alone"                     |
| 2013 | "5 to 7 years"                       |

### Álbuns
| Ano  | Álbum                                                  | Posição nas paradas | Posição nas paradas | Posição nas paradas | Posição nas paradas | Posição nas paradas | Posição nas paradas |
| Ano  | Álbum                                                  | Noruega             | Áustria             | Dinamarca           | Finlândia           | Suécia              |                     |
| ---- | ------------------------------------------------------ | ------------------- | ------------------- | ------------------- | ------------------- | ------------------- | ------------------- |
| 2009 | Fairytalest - Lançado em 2009 (29 de Maio)             | 1                   | 46                  | 15                  | 4                   | 2                   |                     |
| 2010 | No Boundaries - Lançado em 2010 (14 de Junho)          | 7                   | –                   | –                   | 32                  | 8                   |                     |
| 2011 | Visa vid vindens ängar - Lançado em 2011 (15 de Junho) | 7                   | –                   | –                   | –                   | 40                  |                     |
| 2012 | Christmas Tales - Lançado em 2012 (23 de Novembro)     | 35                  | –                   | –                   | –                   | –                   |                     |